# 圣拉斐尔瓦莱斯屈尔站
圣拉斐尔瓦莱斯屈尔站，简称圣拉斐尔站，是法国的一个铁路车站，位于法国南部海滨城市圣拉斐尔。

## 位置
圣拉斐尔瓦莱斯屈尔站位于圣拉斐尔的老城区内，距离海岸线不到200米，站址位于马赛－文蒂米利亚铁路161.041公里处。车站大致呈西北-东南走向，开口朝西南。

## 设施
圣拉斐尔瓦莱斯屈尔站设有人工售票窗口，其开放时间为每周一至周六的9:00~17:00
此外，圣拉斐尔瓦莱斯屈尔站站内还设有自动售票机等设施。

## 站台设置
| 东北↑ |             |
| 1道   |             |
|       | 岛式        |
| A道   |             |
| 2道   |             |
|       | 侧式 主站房 |
| 西南↓ |             |

## 停靠线路
以下列车线路在圣拉斐尔瓦莱斯屈尔站停靠：
| 圣拉斐尔瓦莱斯屈尔站列车线路表              |        |          |                   |              |
| 线路                                        | 车种   | 上一站   | 下一站            | 大致运行频率 |
| 巴黎—尼斯                                   | TGV    | 莱萨尔克 | 戛纳              | 每天5趟左右  |
| 布鲁塞尔/里昂—尼斯                          | TGV    | 莱萨尔克 | 戛纳              | 每天1~2趟    |
| 梅斯—尼斯                                   | TGV    | 莱萨尔克 | 戛纳              | 每天2趟      |
| 马赛—米兰                                   | Thello | 莱萨尔克 | 戛纳              | 每天1趟      |
| 马赛—尼斯/芒通/文蒂米利亚                   | TER    | 莱萨尔克 | 戛纳              | 每天6趟左右  |
| 莱萨尔克/圣拉斐尔—戛纳/尼斯/芒通/文蒂米利亚 | TER    | 弗雷瑞斯 | 滨海布卢里/芒德略 | 每天14趟左右 |
| 1.                                          |        |          |                   |              |

## 配套交通

### 长途客车
| 停靠圣拉斐尔瓦莱斯屈尔站的大巴车 |                       | |
| 上下车地点                       | 运营单位              | 主要线路及目的地 |
| 圣拉斐尔瓦莱斯屈尔站门口         | 瓦尔省城际客运 Varlib | - 2601线：勒米伊、普罗旺斯地区特朗、德拉吉尼昂 - 2602线：阿尔让河畔皮热、罗克布吕讷、勒米伊、拉莫特、普罗旺斯地区特朗、德拉吉尼昂 - 2622线：德拉吉尼昂 - 3003线：莱萨德雷-德莱斯泰雷勒、芒德略拉纳普勒、尼斯机场 - 3601线：弗雷瑞斯、莱萨德雷-德莱斯泰雷勒、蒙托鲁、卡利昂、图雷特、法扬斯、塞扬 - 3602线：弗雷瑞斯、巴尼奥勒昂福雷、圣保罗昂福雷、法扬斯 - 3621线：弗雷瑞斯、莱萨德雷-德莱斯泰雷勒、蒙托鲁、卡利昂、图雷特、法扬斯、塞扬 - 6230线：阿尔让河畔皮热、罗克布吕讷、勒米伊 - 6232线：阿尔让河畔皮热、罗克布吕讷、莱萨尔克、洛尔格 - 6832线：耶尔、罗克布吕讷 - 7601线：弗雷瑞斯、罗克布吕讷、圣马克西姆、格里莫、科戈兰、圣特罗佩 - 7702线：弗雷瑞斯、罗克布吕讷、圣马克西姆、格里莫、科戈兰、加桑、拉克鲁瓦瓦勒梅尔、滨海卡瓦莱尔 |
| 圣拉斐尔瓦莱斯屈尔站门口         | SNCF Car TER          | - 当铁路线施工或罢工时，SNCF可能会提供途径该线路沿途站点的临时大巴车 |
| 1. 2. 3. 4. 5.                   |                       | |

### 市内交通
| 圣拉斐尔瓦莱斯屈尔站附近的市内公共交通线路 |                          | |
| 公交车站名称                               | 位置                     | 停靠线路 |
| Gare SNCF 火车站                           | 圣拉斐尔瓦莱斯屈尔站附近 | - 1路：圣拉斐尔汽车站 ↔ 雷格松树 - 2路：圣拉斐尔汽车站 ↔ 卡皮杜中心 - 3路：圣拉斐尔汽车站 ↔ 弗雷瑞斯汽车站 - 4路：圣拉斐尔汽车站 ↔ 雷加里扬 - 5路：圣拉斐尔汽车站 ↔ 拉斯佩-莱斯泰雷勒初级中学 - 6路：圣拉斐尔汽车站 ↔ 库斯水库 - 7路：圣拉斐尔汽车站 ↔ 公园 - 8路：圣拉斐尔汽车站 ↔ 特拉雅圣母点 - 10路：圣拉斐尔汽车站 ↔ 莱尔米塔日敬老院 - 12路：圣拉斐尔汽车站 ↔ 上圣拉斐尔 - 14路：弗雷瑞斯汽车站 ↔ 布卢里街道办 - A线：圣拉斐尔汽车站 ↔ 弗雷瑞斯汽车站（经博内医院） - B线：圣拉斐尔汽车站 ↔ 弗雷瑞斯汽车站（经共和） |
| 1. 2.                                      |                          | |

### 社会车辆
圣拉斐尔瓦莱斯屈尔站东南侧设有停车楼。

## 临近车站
| 圣拉斐尔瓦莱斯屈尔站（Gare de Saint-Raphaël-Valescure） |                      |                      |
| 上行车站                                                | 线路                 | 下行车站             |
| 弗雷瑞斯-圣拉斐尔站（汽车托运站） 1.2km ←               | 马赛－文蒂米利亚铁路 | 滨海布卢里站 → 3.8km |
| - 本表仅显示运营中的线路及车站                          |                      |                      |